# Hammarbyverket

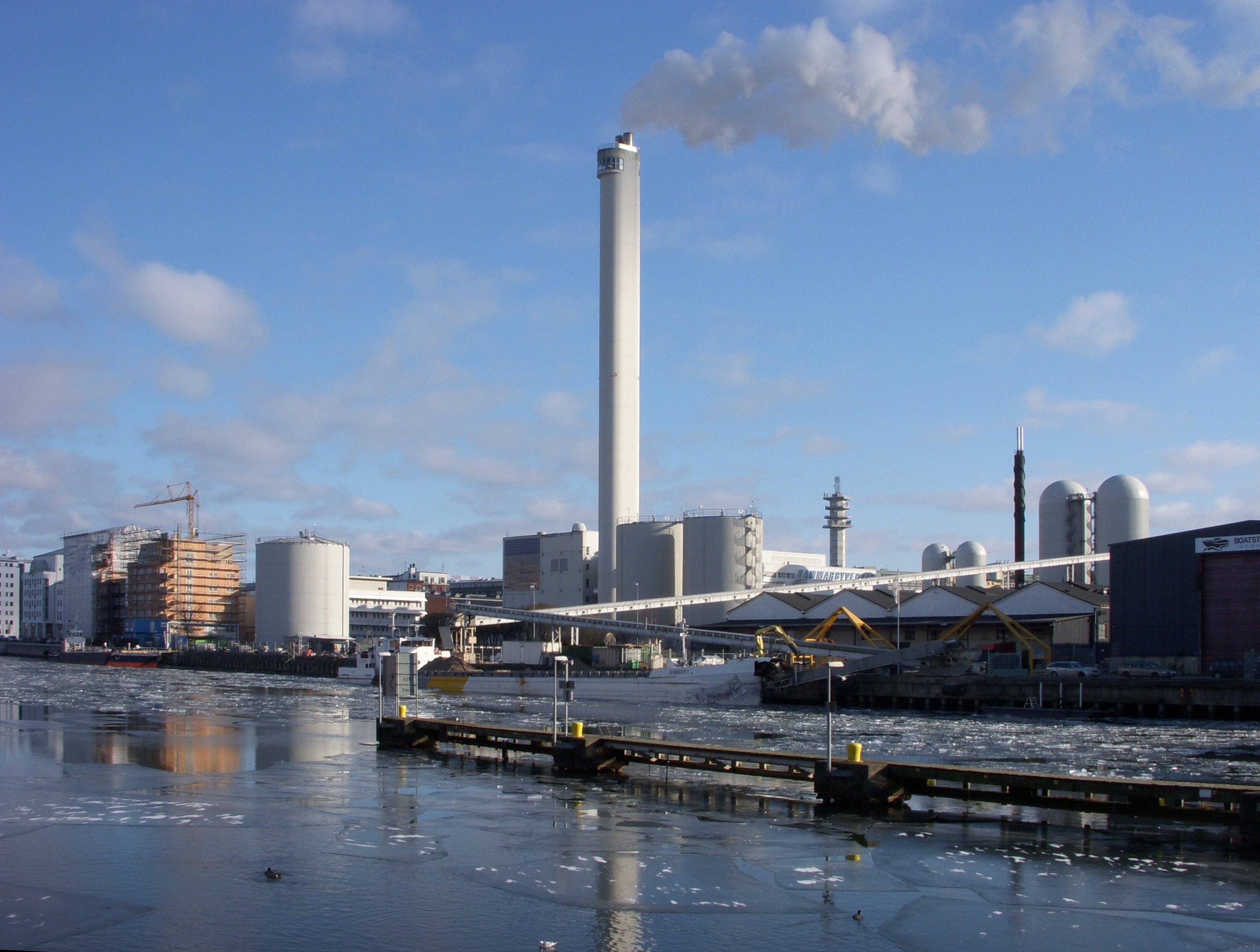
Hammarbyverket, ur skorstenen kommer renade rökgaser, december 2008.

Hammarbyverket är ett värmeverk i Mårtensdal i Södra Hammarbyhamnen i Stockholm. Det består av värmepumpar och hetvattenpannor. Verket togs i drift 1986 och är idag (2013) världens största värmepumpsanläggning som utvinner fjärrvärme och fjärrkyla ur renat avloppsvatten. Hammarbyverket ritades av Berg Arkitektkontor med Folke Mandelius som ansvarig arkitekt.

## Historik
Anläggningen planerades i slutet på 1970-talet i kvarteret Mårtensdal i Södra Hammarbyhamnen och fick då arbetsnamnet Mårtensdalsverket. Från början var det meningen att verket skulle utföras som ett oljeeldat värmeverk och fungera som en reserv- och spetsanläggning med liten energiproduktion. Stockholms kommunfullmäktige beslöt dock 1983 att verket skulle utrustas med värmepumpar. Värmen tas från Henriksdals reningsverk, och två oljepannor och två elpannor finns som reserv för spetsbelastning. 1986 invigdes Hammarbyverket.
Anläggningen består idag (2013) av sju värmepumpar med en total effekt på 225 MW. Värmepumparna tar till vara den energi som finns i renat avloppsvatten från Henriksdals vattenreningsverk. Den producerade värmen matas ut i södra Stockholms fjärrvärmenät. Processen alstrar samtidigt kallt vatten som i nästa steg används för att producera fjärrkyla till Stockholms Exergis fjärrkylnät. Slutligen genereras elektrisk energi i en turbin eftersom vattnet har en viss fallhöjd.